# Ocludina

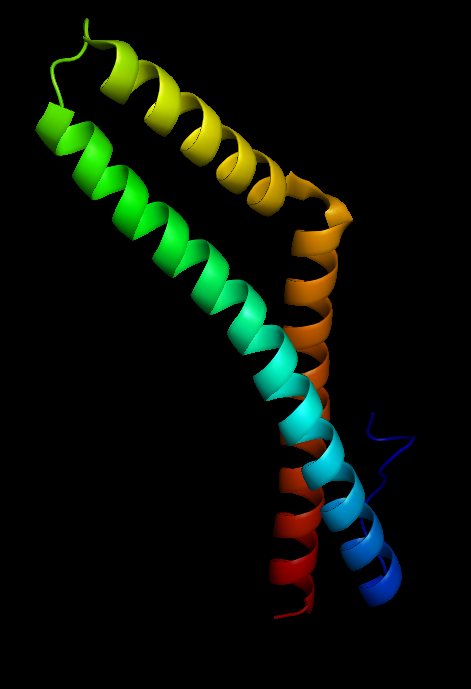
Ocludina

La ocludina es junto con la claudina un componente esencial de las hebras en las zonas de oclusión. Las uniones entre las células epiteliales se clasifican según su función. Algunas permiten un cierre hermético mientras que otras permiten algún tipo de comunicación química íntima. Cada clase de unión se caracteriza por su propio grupo de proteínas de membrana que mantiene a las células unidas entre sí. Estas uniones conectan las células vecinas entre sí de manera que las moléculas hidrosolubles no puedan pasar entre las células. Estas uniones estrechas están constituidas por proteínas llamadas claudinas y ocludinas que se hallan dispuestas formando una barrera. 
Las claudinas se encuentran junto a las ocludinas dentro de las fibrillas celulares de una sola oclusión. 
Las ocludinas y las claudinas desempeñan funciones importantes en los seres vivos. En el 2002 se descubrió una función relevante de las zonas de oclusión. Durante muchos años se pensó que la impermeabilidad de la piel de los mamíferos, se debía a la propiedad de la capa externa cornificada de la piel que contiene filamentos de proteína aglomerados y lípidos relacionados. Sin embargo, se descubrió que los ratones que carecen del gen para la claudina 1 morían poco después de nacer a causa de deshidratación. Otros animales que carecen de genes para estas proteínas son incapaces de desarrollar zonas de oclusión epidérmicas impermeables, por lo que sufren la pérdida de agua descontrolada. Sin las uniones estrechas para impedir las filtraciones sería inútil la actividad de las bombas en las células absortivas, como las del intestino, y la composición del medio a ambos lados del epitelio se tornaría homogénea. 
Las uniones estrechas también mantienen la polaridad de las células epiteliales